# تیمیانکی پچوی
تیمیانکی پچوی (به لاتین: Tymianki-Pachoły) یک منطقهٔ مسکونی در لهستان است که در Gmina Boguty-Pianki واقع شده‌است.